# Casa Pessetes
La casa Pessetes és un edifici a la vila d'Horta de Sant Joan (Terra Alta) inclòs a l'Inventari del Patrimoni Arquitectònic de Catalunya. Edifici renaixentista en molt bon estat de conservació, fet de carreu i en part construït sobre el carrer. A la planta baixa, a nivell del carrer, té portada d'arc de mig punt i una altra porta oberta posteriorment. Al primer pis es troba la planta noble amb dues finestres motllurades, i al pis superior una galeria correguda amb cornisa sota el ràfec, totalment de fusta magníficament treballada. La façana posterior presenta un gran arc de mig punt bisellat que aguanta l'edifici sobre el carrer donant al de l'Hospital. La part superior presenta actuacions recents. La coberta és de teula a dues aigües. L'interior compta amb cambres de grans dimensions així com un llarg passadís.